# Hjo brandstation
Hjo brandstation är en av åtta brandststationer, som drivs av Räddningstjänsten Östra Skaraborg. Den ligger vid korsningen Strömsdalsvägen/Ringvägen. Hjo brandstation är bemannad med deltidsanställd personal.
Hjo brandstation låg från omkring 1900 på Stadsgården/Rådhusgården mellan Regeringsgatan och Hjoån. Huset, med slangtorn, har bevarats.
Stationen flyttade på 1920-talet till Torggatan 2. Byggnaden revs senare och ersattes av en ny kontorsbyggnad för Hjo kommun.

## Bildgalleri

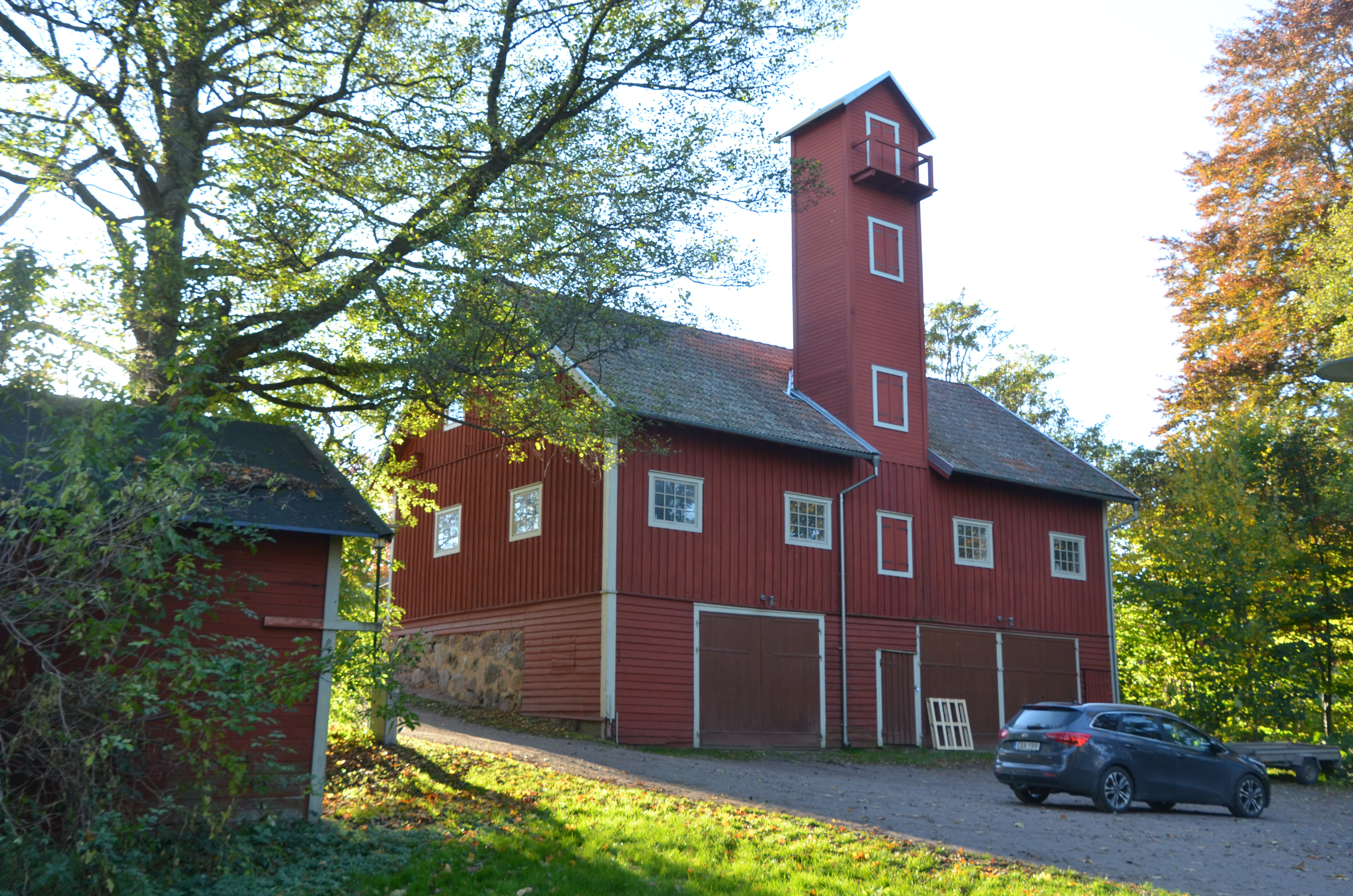
Hjo gamla brandstation från omkring 1900, gården mot Hjoån
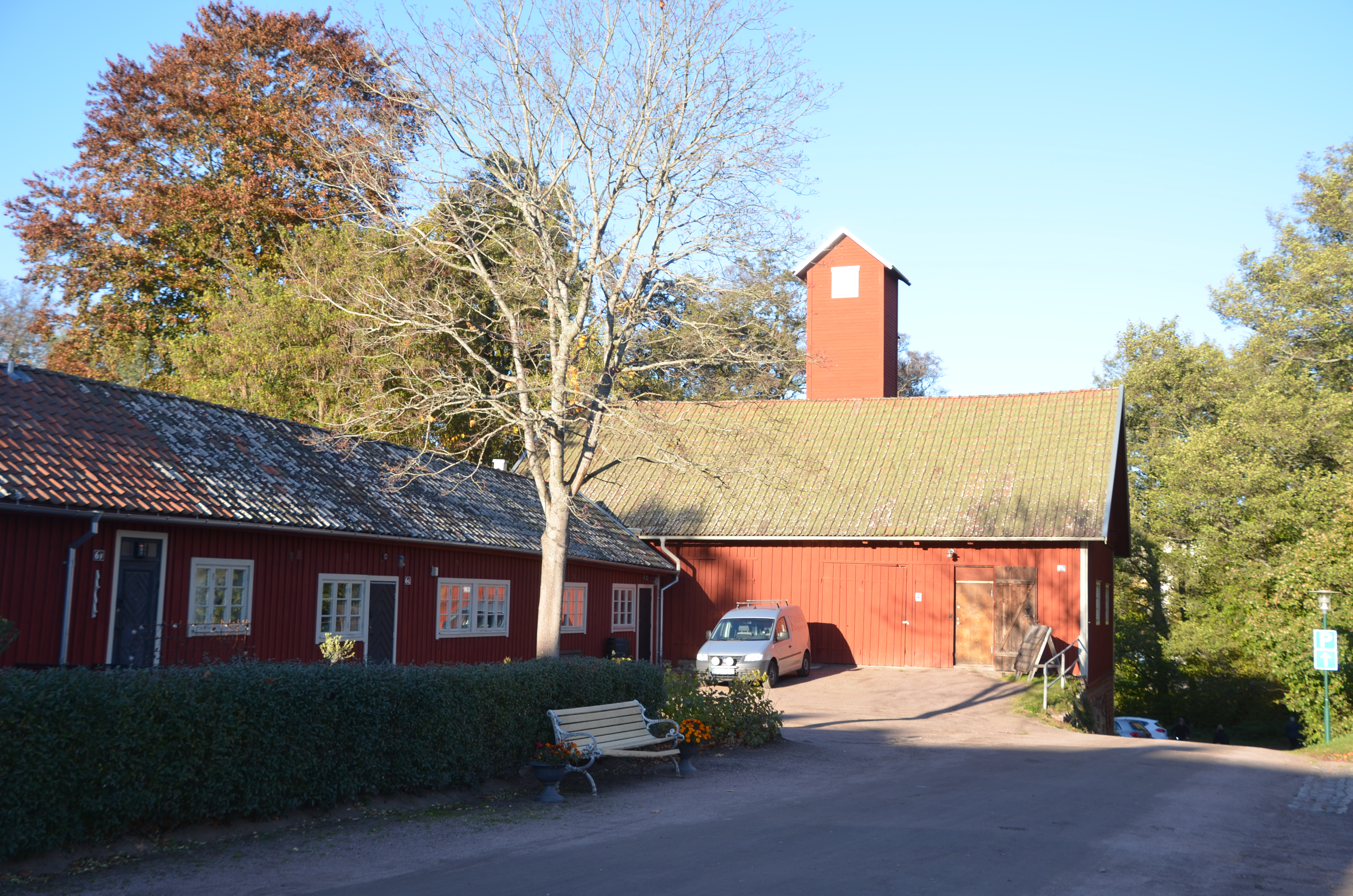
Hjo gamla brandstation från omkring 1900, baksidan mot gården vid Regeringsgatan
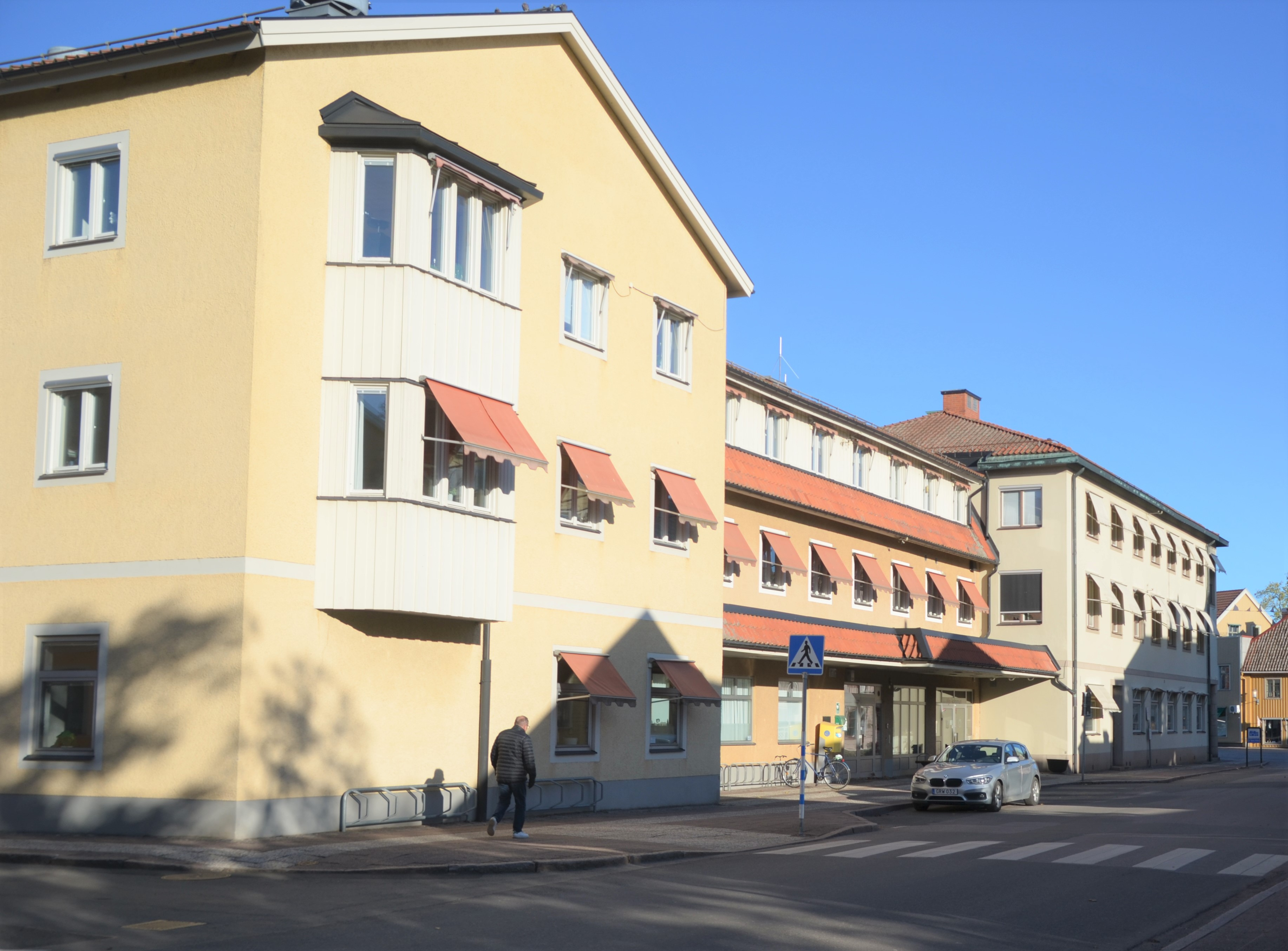
Torggatan 2, uppfört där brandstationen låg från 1920-talet fram till flytt till Strömsdalsvägen/Ringvägen